# Fehérvár Enthroners 2019
Questa voce raccoglie le informazioni riguardanti i Fehérvár Enthroners nelle competizioni ufficiali della stagione 2019.

## HFL

### Stagione regolare
| 6 aprile 2019 1ª giornata | Győr Sharks | 7 – 31 | Fehérvár Enthroners |  |

| 20 aprile 2019 2ª giornata | Fehérvár Enthroners | 23 – 7 | Kiev Capitals |  |

| 11 maggio 2019 5ª giornata | Fehérvár Enthroners | 10 – 34 | Budapest Wolves |  |

| 18 maggio 2019 6ª giornata | Miskolc Steelers | 6 – 44 | Fehérvár Enthroners |  |

| 1º giugno 2019 7ª giornata | Fehérvár Enthroners | 12 – 13 | Budapest Cowbells |  |

### Playoff
| 15 giugno 2019 Wild Card | Fehérvár Enthroners | 33 – 28 | Miskolc Steelers |  |

| 23 giugno 2019 Semifinale | Budapest Cowbells | 13 – 16 | Fehérvár Enthroners |  |

| Budapest 6 luglio 2019 Hungarian Bowl | Fehérvár Enthroners | 14 – 12 | Kiev Capitals | Nándor Hidegkuti Stadion |

## AFL - Division III 2019

### Stagione regolare
| Székesfehérvár 23 marzo 2019, ore 14:00 1ª giornata | Fehérvár Enthroners | 44 – 7 (13-0 17-7 14-0 0-0) referto | Danube Dragons 2 | FIRST Field |

| Heiligeneich 31 marzo 2019, ore 15:00 2ª giornata | Asperhofen Blue Hawks | 7 – 33 (7-10 0-14 0-9 0-0) referto | Fehérvár Enthroners | Sportplatz Atzenbrugg |

| Székesfehérvár 13 aprile 2019, ore 14:00 3ª giornata | Fehérvár Enthroners | 33 – 3 (6-0 14-0 13-0 0-3) referto | Upper Styrian Rhinos | FIRST Field |

| Mistelbach 28 aprile 2019, ore 15:00 5ª giornata | Weinviertel Spartans | 0 – 42 (0-28 0-7 0-7 0-0) referto | Fehérvár Enthroners | Sportzentrum Mistelbach |

| Székesfehérvár 12 maggio 2019, ore 14:00 7ª giornata | Fehérvár Enthroners | 12 – 0 (12-0 0-0 0-0 0-0) referto | Asperhofen Blue Hawks | FIRST Field |

| Maria Enzersdorf 26 maggio 2019, ore 16:00 9ª giornata | Danube Dragons 2 | 0 – 35 (0-12 0-10 0-6 0-7) referto | Fehérvár Enthroners | BSFZ-Arena |

| 15 giugno 2019, ore 14:00 11ª giornata | Fehérvár Enthroners | 35 – 0 (a tavolino) referto | Weinviertel Spartans |  |

| Oberaich 29 giugno 2019, ore 15:00 12ª giornata | Upper Styrian Rhinos | 7 – 42 (0-0 7-14 0-7 0-21) referto | Fehérvár Enthroners | SV Oberaich |

### Playoff
| 13 luglio 2019, ore 17:00 Semifinale | Fehérvár Enthroners | 37 – 6 (14-0 9-0 7-0 7-6) referto | Pinzgau Celtics | (500 spett.) |

| Oberaich 20 luglio 2019, ore 16:00 Challenge Bowl | Fehérvár Enthroners | 32 – 6 (0-6 12-0 14-0 6-0) referto | Upper Styrian Rhinos | SV Oberaich (750 spett.) |

## Statistiche di squadra
| Competizione             | %Vittorie | In casa | In casa | In casa | In casa | In casa | In casa | In trasferta | In trasferta | In trasferta | In trasferta | In trasferta | In trasferta | Totale | Totale | Totale | Totale | Totale | Totale |
| Competizione             | %Vittorie | G       | V       | N       | P       | Pf      | Ps      | G            | V            | N            | P            | Pf           | Ps           | G      | V      | N      | P      | Pf     | Ps     |
| ------------------------ | --------- | ------- | ------- | ------- | ------- | ------- | ------- | ------------ | ------------ | ------------ | ------------ | ------------ | ------------ | ------ | ------ | ------ | ------ | ------ | ------ |
| HFL - Campionato         | .600      | 3       | 1       | 0       | 2       | 45      | 54      | 2            | 2            | 0            | 0            | 75           | 13           | 5      | 3      | 0      | 2      | 120    | 67     |
| HFL - Playoff            | 1.000     | 2       | 2       | 0       | 0       | 47      | 40      | 1            | 1            | 0            | 0            | 16           | 13           | 3      | 3      | 0      | 0      | 63     | 53     |
| AFL-Div.III - Campionato | 1.000     | 4       | 4       | 0       | 0       | 124     | 10      | 4            | 4            | 0            | 0            | 152          | 14           | 8      | 8      | 0      | 0      | 276    | 24     |
| AFL-Div.III - Playoff    | 1.000     | 1       | 1       | 0       | 0       | 37      | 6       | 1            | 1            | 0            | 0            | 32           | 6            | 2      | 2      | 0      | 0      | 69     | 12     |
| Totale                   | .889      | 10      | 8       | 0       | 2       | 253     | 110     | 8            | 8            | 0            | 0            | 275          | 46           | 18     | 16     | 0      | 2      | 528    | 126    |